# 利根忠博
利根 忠博（とね ただひろ、1945年（昭和20年）9月3日 - ）は、埼玉県出身の実業家。埼玉りそな銀行社長、会長、埼玉経済同友会副代表幹事、社団法人埼玉県法人会連合会会長、埼玉りそな産業協力財団理事、社団法人埼玉県経営者協会会長、埼玉県立大学理事長などを歴任。

## 来歴・人物
開成高等学校を経て早稲田大学政治経済学部を卒業後、1969年4月に埼玉銀行に入社、2002年8月に旧あさひ銀行の埼玉県内店舗を引き継ぐ形で誕生した埼玉りそな銀行の初代代表取締役頭取に就任、2006年6月に同会長に就任、2009年4月に同職を退任した。2010年4月1日より2014年3月まで公立大学法人となった埼玉県立大学の初代理事長に就任していた。
2006年1月1日の元旦、テレビ埼玉の「新春特別番組」で上田清司埼玉県知事と対談している。